# Ferdinando Minoia
Ferdinando „Nando” Minoia (ur. 2 czerwca 1884 w Mediolanie, zm. 28 czerwca 1940 tamże) – włoski kierowca wyścigowy, pierwszy Mistrz Europy.

## Życiorys
Pierwszym poważnym wyścigiem Minoi były zawody Targa Florio w 1907 roku. W tym samym roku zwyciężył wyścig Coppa Florio. W 1923 roku ścigał się Benzem Tropfenwagenem podczas Grand Prix Włoch, kończąc ten wyścig na czwartej pozycji. W 1927 roku wygrał wyścig Mille Miglia. W sezonie 1931, nie wygrywając wyścigu, został pierwszym Mistrzem Europy. W 1932 roku został odznaczony Krzyżem Kawalerskim Orderu Korony Włoch. Zmarł w Mediolanie w 1940 roku.
Ścigał się samochodami Isotta Fraschini, Storero, FIAT, De Dietrich, Benz, OM, Steyr, Bugatti i Alfa Romeo.

## Wyniki w Mistrzostwach Europy
| Legenda oznaczeń w tabelach wyników Wyświetl szablon na nowej stronie | Legenda oznaczeń w tabelach wyników Wyświetl szablon na nowej stronie                                                                     |
| Oznaczenie                                                            | Wyjaśnienie |
| --------------------------------------------------------------------- | --- |
| Złoty                                                                 | Zwycięzca lub mistrzostwo |
| Srebrny                                                               | 2. miejsce lub wicemistrzostwo |
| Brązowy                                                               | 3. miejsce lub II wicemistrzostwo |
| Zielony                                                               | Ukończył, punktował (w klasyfikacji generalnej, gdy zdobył co najmniej jeden punkt na przestrzeni sezonu, poza trzema powyższymi opcjami) |
| Niebieski                                                             | Ukończył, nie punktował (w klasyfikacji generalnej, gdy nie zdobył co najmniej jednego punktu na przestrzeni sezonu)                      |
| Czerwony                                                              | Nie zakwalifikował się (NZ) |
| Czerwony                                                              | Nie prekwalifikował się (NPK) |
| Różowy                                                                | Nie ukończył (NU) |
| Różowy                                                                | Niesklasyfikowany (NS) (w klasyfikacji generalnej, gdy nie został sklasyfikowany w żadnym wyścigu sezonu)                                 |
| Czarny                                                                | Zdyskwalifikowany (DK) |
| Czarny                                                                | Wykluczony (WYK/EX) |
| Biały                                                                 | Nie wystartował (NW) |
| Biały                                                                 | Kontuzjowany (K/INJ) |
| Biały                                                                 | Wyścig odwołany (OD/C) |
| Bez koloru                                                            | Został wycofany (WYC/WD) |
| Bez koloru                                                            | Nie przybył (NP/DNA) |
| Bez koloru                                                            | Nie brał udziału w treningach (NT/DNP) |
| Bez koloru                                                            | Nie został zgłoszony (–) |
| Pogrubienie                                                           | Start z pole position |
| Kursywa                                                               | Najszybsze okrążenie wyścigu |
| †                                                                     | Nie ukończył, ale jego rezultat został zaliczony ze względu na przejechanie więcej niż 90% dystansu wyścigu.                              |
| *                                                                     | Sezon w trakcie |
| 1/2/3                                                                 | Punktowana pozycja w sprincie kwalifikacyjnym                                                                                             |
| Lista systemów punktacji Formuły 1                                    | |

| Sezon | Zespół        | Samochód           | Silnik            | Wyniki w poszczególnych eliminacjach | Wyniki w poszczególnych eliminacjach | Wyniki w poszczególnych eliminacjach | Pkt. | Msc. |
| ----- | ------------- | ------------------ | ----------------- | ------------------------------------ | ------------------------------------ | ------------------------------------ | ---- | ---- |
| 1931  |               |                    |                   |                                      | Francja                              | Belgia                               | 9    | 1    |
| 1931  | SA Alfa Romeo | Alfa Romeo 8C 2300 | Alfa Romeo 2.3 R8 | 2                                    | 6                                    | 3                                    | 9    | 1    |